# 가미노세키정
가미노세키정(일본어: 上関町)은 일본 야마구치현 남동부에 있는 구마게군의 정이다. 에도 시대에는 조선 통신사의 경유지였다.

## 지리
세토 내해의 서부에 위치한다. 사방이 거의 바다로 둘러싸여 있기 때문에 기후는 온난하다. 정역은 구마게 반도 첨단 및 나가시마섬·이와이시마섬·야시마섬 등의 섬으로 구성되어 있고 정의 중심부는 반도 첨단부의 무로쓰 지구 및 무로쓰 지구의 대안이고 가미노세키 대교로 본토와 나가시마섬이 연결되어 있다.

## 역사
- 1889년 4월 1일 - 정촌제 시행으로 가미노세키촌, 무로쓰촌이 성립하였다.
- 1958년 2월 1일 - 가미노세키촌, 무로쓰촌이 합병해 가미노세키정이 되었다.

## 산업
2010년 기준 가미노세키정의 산업별 취업 비율은 1차 산업 19.3%, 2차 산업 19.8%, 3차 산업 60.7%로 나타났다.

## 교통
외딴 지역으로 가는 대중교통
시내에는 철도 노선과 공항이 없다.
- 가장 가까운 공항은 이와쿠니킨다이바시 공항이다. 정과 공항을 직접 연결하는 대중교통은 없다.
- 가장 가까운 기차역은 JR 산요 본선 야나이역(역에서 약 20km)이다. 철도역에서 가미노세키정까지 대중교통을 이용할 경우, 야나이역 앞에서 버스를 이용하거나 야나이항역 앞 야나이항에서 축도 항로를 이용해야 한다.

### 버스
- 보초교통 - 야나이역 앞, 야나이 시가지, 헤이세이초 중심부와 나가시마의 동쪽 끝을 연결한다. 예전에는 나가시마섬 내부 각지에 노선이 있었으나 폐지되어 가미노세키 마을버스로 대체되었다.
- 가미노세키 마을버스 - 마을 본토 및 나가시마섬 내에서 3개 노선을 운행한다. 기본적으로 가미노세키 마을 내에서만 운행하지만, 평일과 토요일 2회 왕복으로 야나이 의료센터 발착편이 있다.

### 도로
정내에는 고속도로 및 국도가 지나지 않는다(산요 자동차도 구가 IC 또는 구마게 IC에서 약 40km, 국도 188호선에서 약 15km 정도이다).
- 현도
  - 야마구치현도 제23호선
  - 야마구치현도 제72호선